# Lago Huilipilún
Lago Huilipilún är en sjö i Chile.   Den ligger i regionen Región de la Araucanía, i den södra delen av landet, 600 km söder om huvudstaden Santiago de Chile. Lago Huilipilún ligger 343 meter över havet. Arean är 10,1 kvadratkilometer. Den sträcker sig 4,3 kilometer i nord-sydlig riktning, och 5,2 kilometer i öst-västlig riktning.
Runt Lago Huilipilún är det ganska glesbefolkat, med 22 invånare per kvadratkilometer.